# Tonnoy
Tonnoy is een gemeente in het Franse departement Meurthe-et-Moselle in de regio Grand Est. De plaats maakt deel uit van het arrondissement Nancy en sinds 22 maart 2015 van het kanton Lunéville-2, toen het kanton Saint-Nicolas-de-Port, waar Tonnoy daarvoor deel van uitmaakte, werd opgeheven.

## Geografie
De oppervlakte van Tonnoy bedraagt 12,4 km², de bevolkingsdichtheid is 51,2 inwoners per km².
De onderstaande kaart toont de ligging van Tonnoy met de belangrijkste infrastructuur en aangrenzende gemeenten.

## Demografie
Onderstaande figuur toont het verloop van het inwonertal (bron: INSEE-tellingen).